# Хомутск
Хомутск — населённый пункт, входящий в состав Кипчаковское сельского поселения Кораблинского района Рязанской области.

## Географическое положение
Хомутск находится в южной части Кораблинского района, в 10 км к юго-востоку от райцентра.
Стоит на берегу реки Рановы.

## Население
| 2010 |
| ---- |
| 45   |

## Название
Есть три версии происхождения наименования деревни. 
Названа деревня либо по фамилии возможных владельцев Хомутских, либо по конфигурации реки Рановы, делающей в районе деревни изгиб («хомут»). 
Кроме того, не исключено наименование селения от проживавших в ней Хомутских. В 1919 году из 48 домохозяев деревни 8 были Хомутские.

## История
Деревня Хомутская известна с XVII века. В XVIII веке – сельцо Хомутское. 
В XIX веке – сельцо (деревня) Хомутская.
В 1919 году в деревне было 48 дворов.

## Хозяйство
В деревне находится молочно-товарная ферма Кипчаковского отделения ООО «Пламя».

## Инфраструктура
Дорожная сеть
В 1 км к западу проходит автотрасса регионального значения Р-126 «Рязань-Ряжск», от которой отходит асфальтированное ответвление до деревни.
Культура
Жительница деревни Антонина Рыгина открыла в Хомутске единственный в области частный музей.
Отдых
Летом 2023 года, родившейся в соседнем селе крупный бизнесмен из Москвы, потратил порядка 3 миллионов рублей из собственного бюджета для создания двух бесплатных общественных пляжей. Пляжи названы в честь его детей: детский пляж «Гриша» и взрослый пляж «Ева».